# Nicolau I da Lorena
Nicolau I da Lorena (em francês:  Nicolas Ier de Lorraine; Nancy 1448 - 1473), foi Marquês de Pont-à-Mousson e, depois, Duque da Lorena (1470-1473), foi o filho de João II de Lorena, e de Maria de Bourbon. Pertencia à segunda casa capetiniana de Anjou.

## Biografia
Neto do famoso Rei Renato, duque de Bar e de Anjou, conde do Maine e da Provence e rei titular de Nápoles, da Sicília e de Aragão, o jovem príncipe fica noivo, em 27 de novembro de 1461, da sua prima Ana de França, filha mais velha do rei Luís I e de Carlota de Saboia, a qual acabara de nascer. 
Em maio de 1470, Luís XI atribui à filha Ana de França o Viscondado de Thouars bem como os senhorios de Marans e de Berrye , após a morte de Luís de Amboise em 28 de fevereiro de 1470. Mas o noivado viria a ser cancelado uma vez que será Pedro II de Bourbon, senhor de Beaujeu, mais velho vinte anos, e irmão mais novo do duque João II de Bourbon, que viria a casa com a princesa Ana.
De facto, Nicolau, que entretanto sucedera a seu pai em 1470 e se tornara Duque da Lorena, afastasse da aliança francesa e aproxima-se do Duque de Borgonha que, em 1472, promete-lhe em casamento a sua filha e herdeira.

### Entre a França e a Borgonha
Nicolau I foi apanhado nas intrigas entre o rei Luís XI e de Carlos, o Temerário. Como futuro genro do rei de França, Luís XI envia-o a combater Francisco II, Duque da Bretanha em 1468, tomando as cidades de Chantocé e Ancenis.
Com a morte do seu pai em 1470faz com que ele suba não só ao trono da Lorena mas torna-se herdeiro presuntivo do ducado de Anjou, do condado de Provença e dos direitos sobre os reinos de Nápoles, da Sicília e de Aragão.

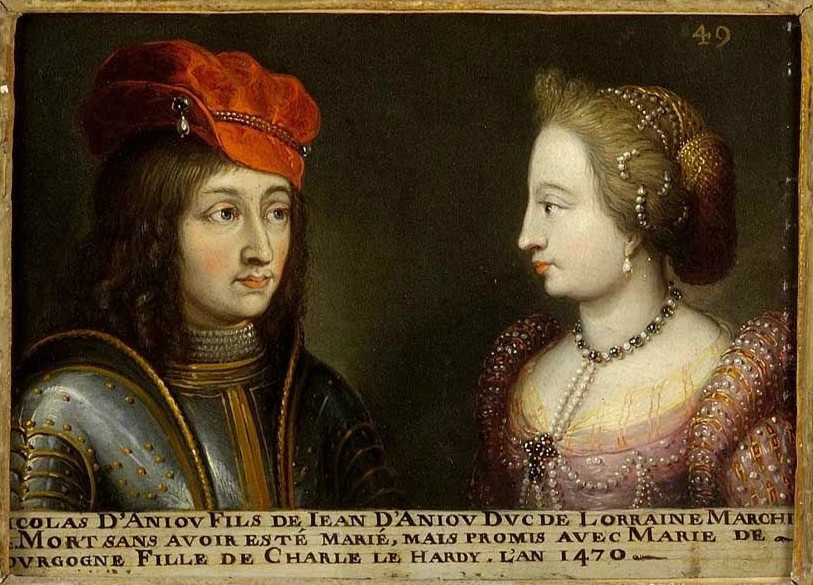
Nicolau I e a sua noiva Maria de Borgonha (Séc. XVII)

Soberano de um Estado encravado nas possessões borgonhesas, em 1472, ele aceita a aliança que Carlos, o Temerário lhe oferece para casar com a sua filha e herdeira Maria e participa na invasão da Picardia e no cerco de Beauvais.
Em 1473, pretendendo reforçar o poder dos seus estados, tenta tomar a florescente cidade de Metz para fazê~la sua capital. Os burgueses da cidade respondem ao ataque surpresa e o cerco da cidade é levantado. Ele ainda tenta preparar uma segunda expedição, mas morre subitamente a 27 de julho de 1473 com 25 anos. O rei de França é suspeito de o ter mandado envenenar.
De facto, ele era o único filho sobrevivente em linha masculino de João II da Lorena (também conhecido como João da Calábria) e, a esse título, único herdeiro de Renato de Anjou. A sua morte permite ao rei Luís XI de recuperar o Viscondado de Thouars e, a partir de 1474, o Anjou.
Apesar do noivado, nunca de chegou a casar. Deixou uma filha natural, Margarida, bâtarde d'Anjou , que casou com João IV de Chabannes († 1503), conde de Dammartin.

### O futuro da Lorena
Mas Nicolau I não deixou qualquer herdeiro legítimo e os Estados Gerais da Lorena oferecem a coroa do Ducado à filha mais velha de Renato I, Iolanda de Anjou, tia de Nicolau e viúva de Teodorico II de Vaudémont. Iolanda abdica a favor do seu filho Renato que toma o nome de Renato II, iniciando a nova dinastia de Lorena-Vaudémont.